# فالنتينا ايفانوف
فالنتينا ايفانوف (بالإنجليزية: Valentina Ivanov)‏ هي لاعب كرة مضرب نيوزيلندية، ولدت في 27 مارس 2001.

## وصلات خارجية
- فالنتينا ايفانوف على موقع رابطة محترفات التنس (الإنجليزية)
- فالنتينا ايفانوف على موقع الاتحاد الدولي لكرة المضرب (الإنجليزية)
- فالنتينا ايفانوف على موقع كأس بيلي جين كينغ (الإنجليزية)
- فالنتينا ايفانوف على موقع خلاصة التنس.كوم (الإنجليزية)
- فالنتينا ايفانوف على موقع أوليمبيديا (الإنجليزية)